# Крілик Йосип Васильович
Крілик Йосип Васильович (партійний псевдонім — Осип Васильків; 22 липня 1898 — 11 вересня 1941) — український діяч комуністичного руху в Західній Україні.

## Життєпис
Народився в містечку Краковець, Львівської області у сім'ї службовця. Здобув вищу освіту. Від кінця 1920 — секретар ЦК Комуністичної партії Східної Галичини (від 1923 — ЦК Комуністичної партії Західної України). Від 1923 — член ЦК Комуністичної партії Польщі (КПП), згодом — політбюро ЦК КПП. 1927 разом з Р.Кузьмою (Туринським) підтримав наркома освіти УСРР О.Шумського в його протистоянні з ген. секретарем ЦК КП(б)У Л.Кагановичем. У січні 1928 був виключений з партії. Співпрацював з газетою нім. лівоопозиційного Ленінського союзу «Прапор комунізму». 1929 заарештований польськими властями у Львові й ув'язнений. Після звільнення «покаявся» перед радянськими властями й був відкликаний 1932 до УСРР. Проживав у Харкові. Працював уповноваженим Головліту УСРР. 13 квітня 1933 заарештований як один з керівників УВО (див. «Української військової організації» справа 1933), агент чеської розвідки та польської дефензиви. 23 вересня цього ж року судова трійка при колегії ДПУ УСРР засудила його до позбавлення волі на 10 років. Покарання відбував в Орловській в'язниці Головного управління держ. безпеки (ГУДБ) НКВС СРСР.
Після початку Великої вітчизняної війни Радянського Союзу 1941—1945 напередодні відступу військ Червоної армії з м. Орел (нині місто в РФ) Л.Берія 6 вересня 1941 направив на ім'я голови Держ. комітету оборони СРСР Й.Сталіна клопотання про застосування до 170 ув'язнених Орловської в'язниці ГУДБ НКВС СРСР, серед яких був і К., вищої міри покарання — страти — у зв'язку з воєнними діями між СРСР і Німеччиною та оскільки ці особи «ведуть серед ув'язнених пораженську агітацію й намагаються підготувати втечі для відновлення підривної роботи». Цього ж дня Сталін підписав відповідну постанову про страту. 8 вересня 1941 на підставі цієї постанови без відкриття кримінальної справи й проведення попереднього слідства та судового процесу військова колегія Верховного суду СРСР під головуванням В.Ульриха винесла вирок про страту. Через три дні в Медведівському лісі, за 10 км від м. Орел, вирок було виконано.
Реабілітований 5 березня 1959 року.
1990 на окраїні м. Орел, на місці страти 11 вересня 1941 у Медведівському лісі політв'язнів Орловської тюрми, встановлено пам'ятний знак.